# Memory Stick

Logo

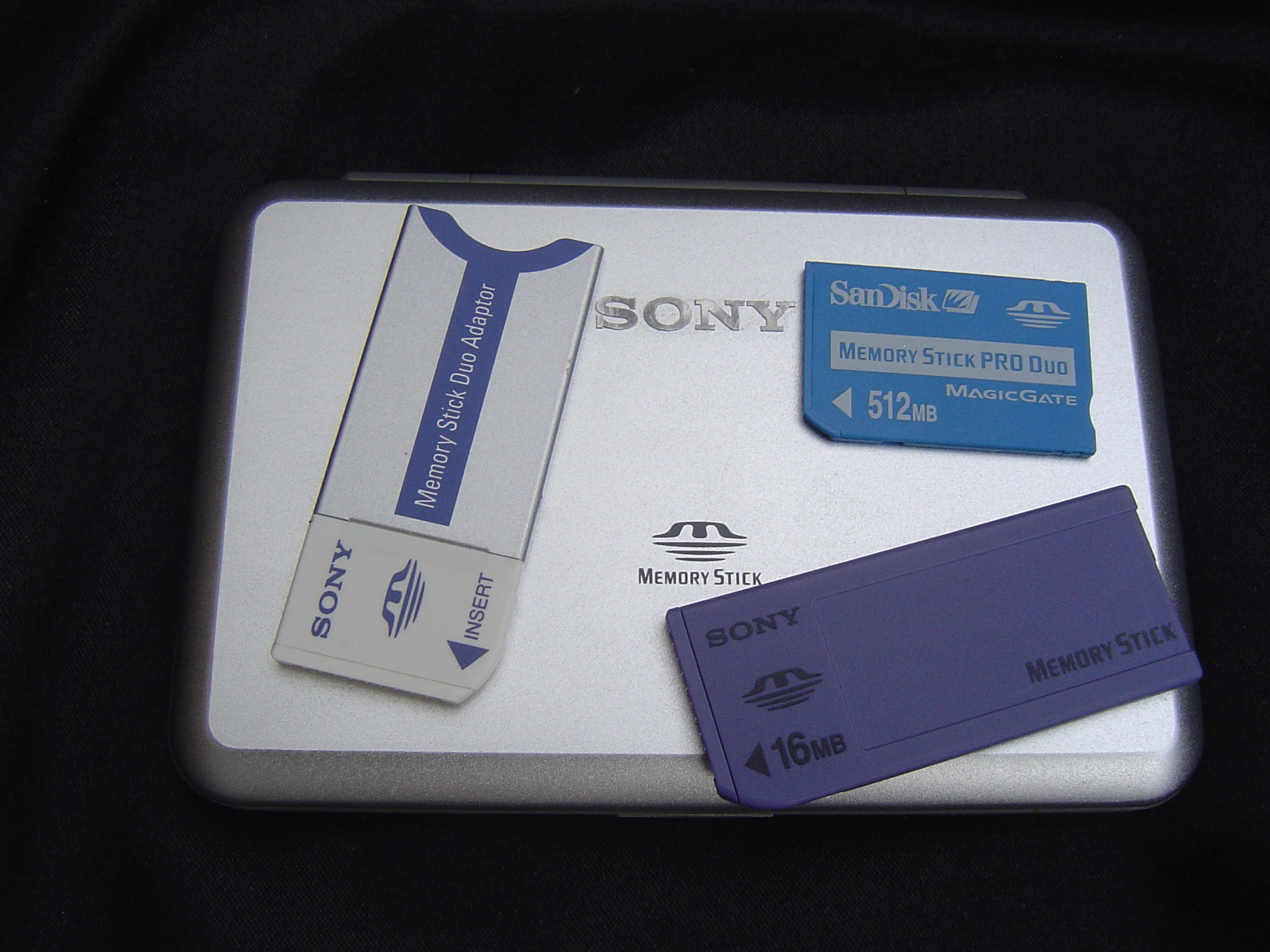
Verschiedene Memory Sticks

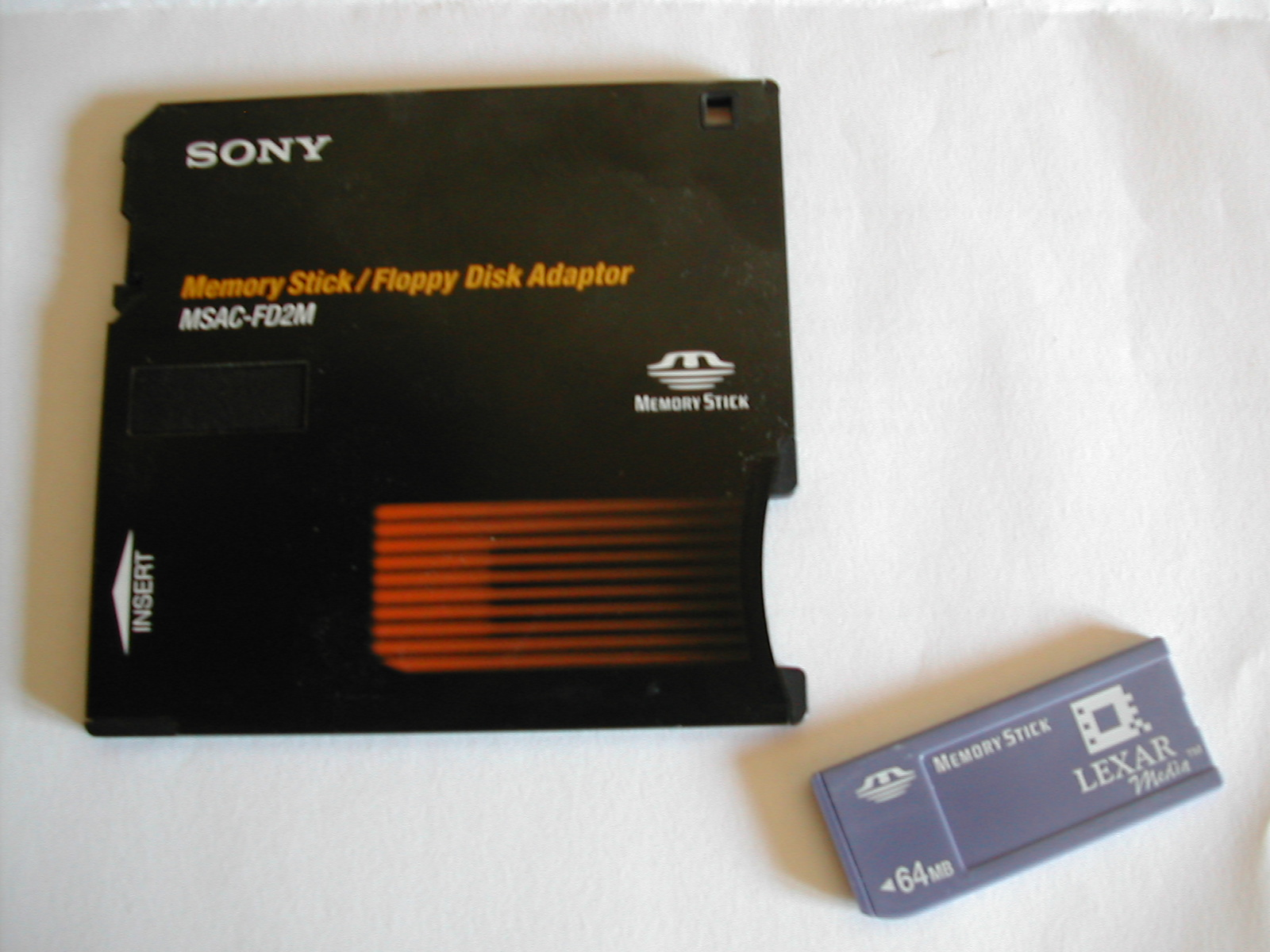
Adapter für die Nutzung von Memory Sticks in Diskettenlaufwerken, wie z. B. bei Sonys Mavica-Digitalkameras

Memory Stick (engl. für Speicherstab) war ein digitales Speichermedium für Daten nach einem proprietären Standard und wurde 1998 von Sony eingeführt. Es wurden die Varianten Memory Stick (MS), Memory Stick Duo (MSD), Memory Stick PRO (MSP), Memory Stick PRO Duo (MSPD) – die teilweise auch das Suffix Highspeed (HS) tragen – und Memory Stick Micro (M2) unterschieden. Einige Memory Sticks waren mit dem MagicGate-Kopierschutz ausgestattet; diese Speicherkarten sind speziell mit einem entsprechenden Schriftzug gekennzeichnet.
Memory Sticks fanden in der Produktpalette von Sony im Bereich Unterhaltungselektronik Anwendung. So benutzten viele Sony-Camcorder Memory Sticks zum Speichern von Bild- und Videodateien. Mit Hilfe eines Speicherkartenlesegeräts können die Daten auf den PC übertragen werden. Weiterhin wurden Memory Sticks in Digitalkameras, PDAs, MP3-Playern, Sony-Ericsson-Mobiltelefonen, in Vaio-Notebooks, im Sony Reader, in der PlayStation Portable und für den Roboterhund Aibo verwendet. Bei anderen Herstellern waren Memory Sticks dagegen wenig verbreitet. Neben Sony wurden Memory-Sticks auch von SanDisk und Lexar produziert.

## Typenübersicht
- Memory Stick – Speicherkapazität bis 128 MB.
- Memory Stick Select – wie Memory Stick, jedoch Speicherkapazität 2 × 128 MB.
- Memory Stick PRO – wie Memory Stick, jedoch Speicherkapazität 128 MB bis 32 GB.
- Memory Stick Duo – kleinere Version des klassischen Memory Stick.
- Memory Stick PRO Duo – kleinere Version des Memory Stick PRO bis 32 GB.
- Memory Stick PRO-HG Duo – schnellere Version des Memory Stick PRO Duo bis 32 GB.
- Memory Stick Micro (M2) – kleinste Ausführung des Memory Stick, bis 16 GB.
- Memory Stick XC Duo   –  Kapazitäten von 64 GB bis zu 2 TB. Nicht veröffentlicht.
- Memory Stick XC-HG Duo  –  HG-Exemplare mit höheren Datentransferraten (maximal 20 MB/s zu maximal 60 MB/s). Kapazitäten von 64 GB bis zu 2 TB.  Nicht veröffentlicht.[1]
- Memory Stick XC Micro  –  Bis 2 TB. Nicht veröffentlicht.[1]
- Memory Stick XC-HG Micro   –  HG-Exemplare mit höheren Datentransferraten (maximal 20 MByte/s zu maximal 60 MByte/s). Kapazitäten von 64 GB bis zu 2 TB. Nicht veröffentlicht.[1][2][3][4]

## Memory Stick und Memory Stick Select

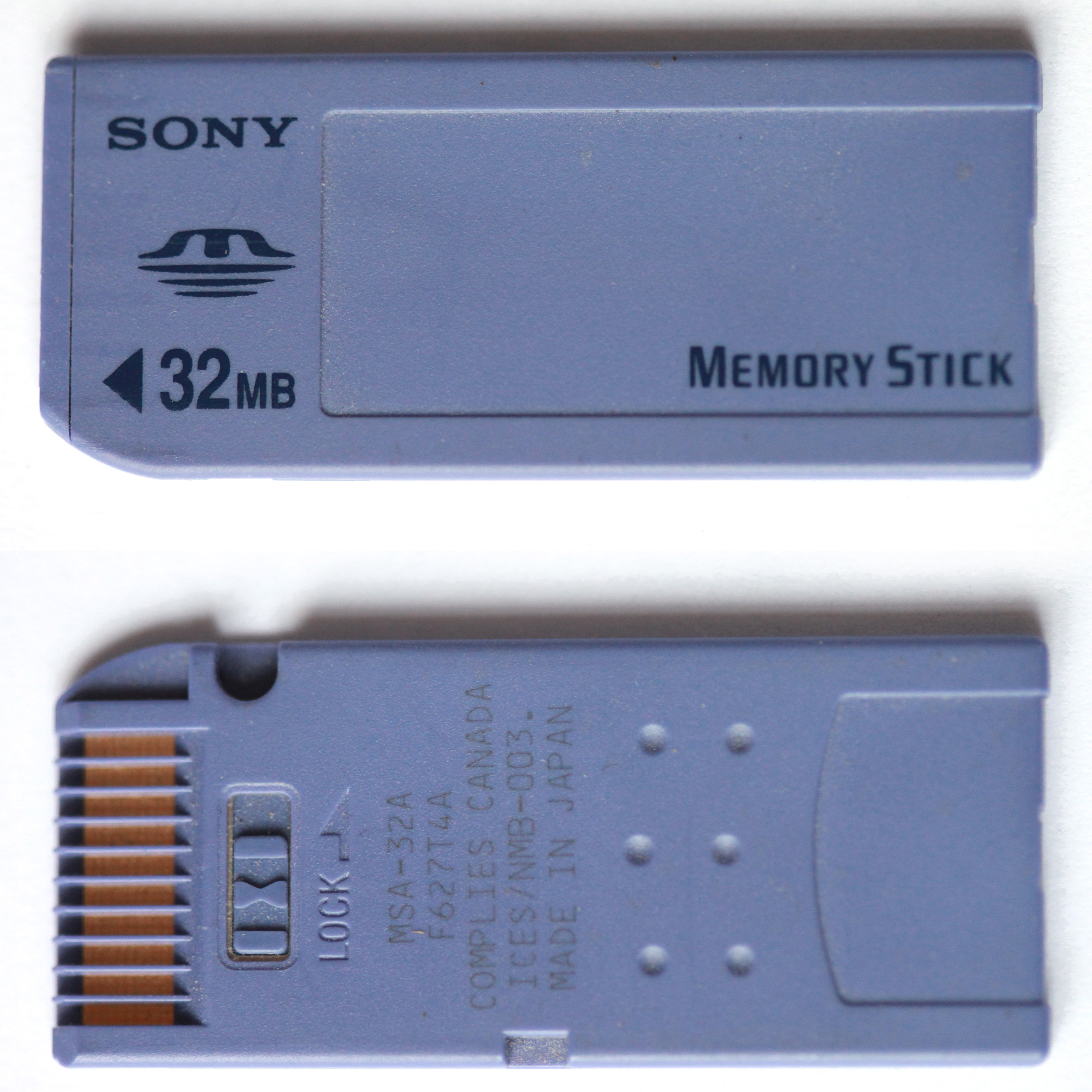
32-MB-Memory-Stick von Sony

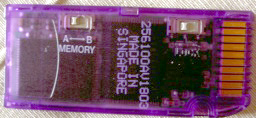
256-MB-Memory-Stick-Select von Lexar

Ein Memory Stick speichert die Daten mit Hilfe der Flash-Speicherung. Die maximale Schreibgeschwindigkeit beträgt 14,4 Mbit/s (1,8 MB/s). Die maximale Lesegeschwindigkeit beträgt 19,6 Mbit/s (2,5 MB/s). Memory Sticks haben die Maße 50,0 mm (B) × 21,5 mm (H) × 2,8 mm (T). Der Stick besitzt einen integrierten Controller und hat eine Speicherkapazität zwischen 4 und 128 MB.
Zur Steigerung der Speichergröße wurde der Memory Stick Select eingeführt, der über eine maximale Größe von 256 MB verfügte. Er enthielt zwei 128-MB-Speicherblöcke, zwischen denen mittels eines Schalters hin und her gewechselt werden konnte. Im Wesentlichen war der Memory Stick Select eine Kombination von mehreren getrennten Memory Sticks, die auf der Größe eines normalen Memory Sticks untergebracht sind. Diese Variante war nicht sehr populär, ermöglichte es aber älteren Geräten, die Memory Sticks unterstützen, auf eine relativ große Speicherkapazität zurückzugreifen, sie wurde zuletzt noch von Lexar hergestellt.

## Memory Stick PRO
Der Memory Stick PRO war mit bis zu 32 GB Speicherkapazität erhältlich. Ein Memory Stick PRO hatte die gleichen Maße wie ein normaler Memory Stick und passt auch in dessen Steckplatz, ist dazu allerdings nicht kompatibel. Lese- und Schreibgeräte benötigen unterschiedliche Controller, um die normale oder die Pro-Version anzusprechen. Da ältere Geräte nur einen Controller hatten, wäre es theoretisch denkbar gewesen, diese Geräte für die Pro-Version tauglich zu machen. Allerdings wäre es dann nicht mehr möglich gewesen, die normale Version anzusprechen. Aus diesem Grund verfügten die Geräte über zwei Controller und konnten somit beide Versionen ansprechen. Es gab für einige ältere Vaio-Laptops wie den GRX416 aber auch (rein softwarebasierte) Firmware-Aktualisierungen für den eingebauten Memory-Stick-Leser, die das Gerät Memory-Stick-Pro-fähig machten, ohne die Memory-Stick-Fähigkeiten zu verlieren. Einzig und allein die höhere Geschwindigkeit der Pro-Variante wurde dadurch nicht nachgerüstet.
Ein Memory Stick PRO verfügte über vier Leitungen, die jeweils mit einem Bustakt von 40 MHz betrieben wurden. Die theoretisch erreichbare Transferrate liegt damit bei 160 Mbit/s (20 MB/s); dieser Wert wird in der Praxis kaum erreicht, 2 MB/s sind wohl realistisch. Die maximale Schreibgeschwindigkeit beträgt 15 Mbit/s.
Die Highspeed-Version des MS PRO sollte 10 MB/s erreichen und war mit höheren Kapazitäten zu erwarten. Von SanDisk gab es auch noch eine Extreme-III-Variante, die mit 18 MB/s angegeben war und somit noch schneller hätte sein müssen als die Sony-Highspeed-Version.

## Memory Stick Duo und Memory Stick PRO Duo

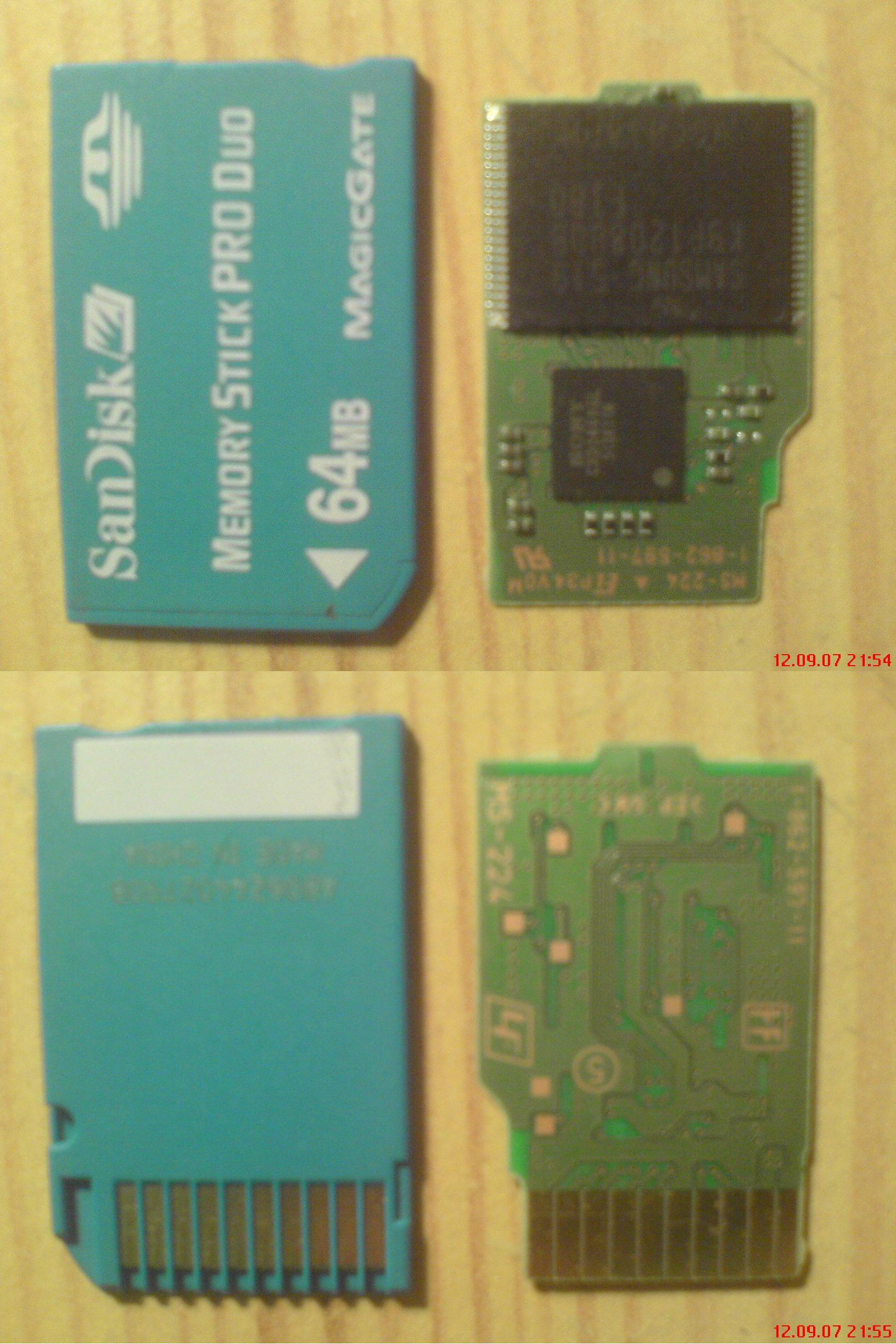
Memory Stick PRO Duo (64 MB) komplett (links) und ohne Gehäuse (rechts)

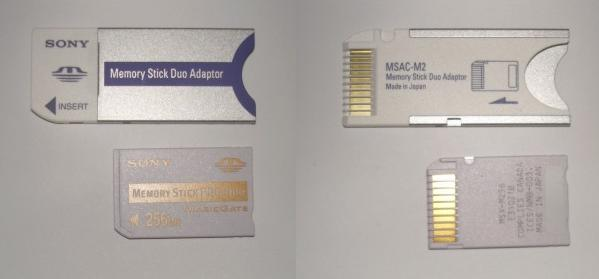
Memory Stick Duo (256 MB) von Sony (mit MagicGate) (unten) und Adapter (oben)

Als der Memory Stick auf den Markt kam, waren seine Hauptkonkurrenten CompactFlash und SmartMedia. Da der Memory Stick kleiner war, konnten die Geräte auch etwas kompakter gebaut werden. Da sich die Größe der Speichermedien der Konkurrenz immer mehr verringerten, zum Beispiel Multimedia Card und SD Memory Card, hat Sony 2002 eine verkleinerte Version ihres Memory Sticks auf den Markt gebracht, den Memory Stick Duo. Er ist etwa zwei Drittel so groß wie der normale Memory Stick und hat die Maße 31,0 mm (B) × 20,0 mm (H) × 1,6 mm (T). Über einen Adapter ist es möglich, Memory Stick Duos in Steckplätzen für normale Memory Sticks zu verwenden. Der Adapter wird mit Sony-Memory-Stick-Duo-Karten oft mitgeliefert, selbst bei Mobiltelefonen und anderen Geräten. Nur die Sony-eigene Playstation Portable wird mit einem Duo-Stick ohne Adapter ausgeliefert. Ebenso wird er auch bei SanDisk mit den Memory Sticks PRO Duo mitgeliefert.
Auch beim Memory Stick Duo gibt es die Standard- und die Pro-Version. Beide verfügen über die gleichen Transferraten wie ihre großen Brüder. Die Pro-Version wird meistens erst ab einer Kapazität von 256 MB benutzt, Sony Ericsson legt bestimmten Mobiltelefonen aber auch eine 64-MB-Version bei. Auch in der Spielkonsole PlayStation Portable (PSP) können Duo-Speicherkarten verwendet werden.
Die Variante des Memory Stick PRO Duo mit dem Suffix „High Speed“ hatte eine theoretische Datenübertragungsrate von 20 MB/s (160 Mbit/s) und sollte eine maximale Schreibgeschwindigkeit von 10 MB/s (80 Mbit/s) erreichen, während nur 1,875 MB/s (15Mbit/s) für kontinuierliches Schreiben garantiert wurden, wie es für Videoaufnahmen benötigt wird. In den Verkauf gelangten Kapazitäten von 256 MB bis 2 GB.

## Memory Stick PRO-HG
Mit der Einführung der Memory-Stick-PRO-HG-Produktreihe erweiterte Sony das Memory-Stick-PRO-Format um Modelle mit besonders hohen Datendurchsatzraten (maximal 30 Megabyte pro Sekunde (240 MBit/s)). Memory-Stick-PRO-HG-Speicherkarten haben dieselbe Abmessung wie „Memory Stick Duo“ und „PRO Duo“. Sie sind vollständig abwärtskompatibel zu Geräten, die für die Duo-Geräte entwickelt wurden, verhalten sich jedoch – wenn sie in diesen betrieben werden – wie normale Duo-Modelle. Lese- und Schreibgeschwindigkeiten betragen maximal 13 Megabyte pro Sekunde (104 MBit/s). Entwickelt wurde die PRO-HG-Modellreihe vor allem, um beim Einsatz in HD-Videokameras ein flüssiges Beschreiben zu ermöglichen.

## Memory Stick Micro (M2)

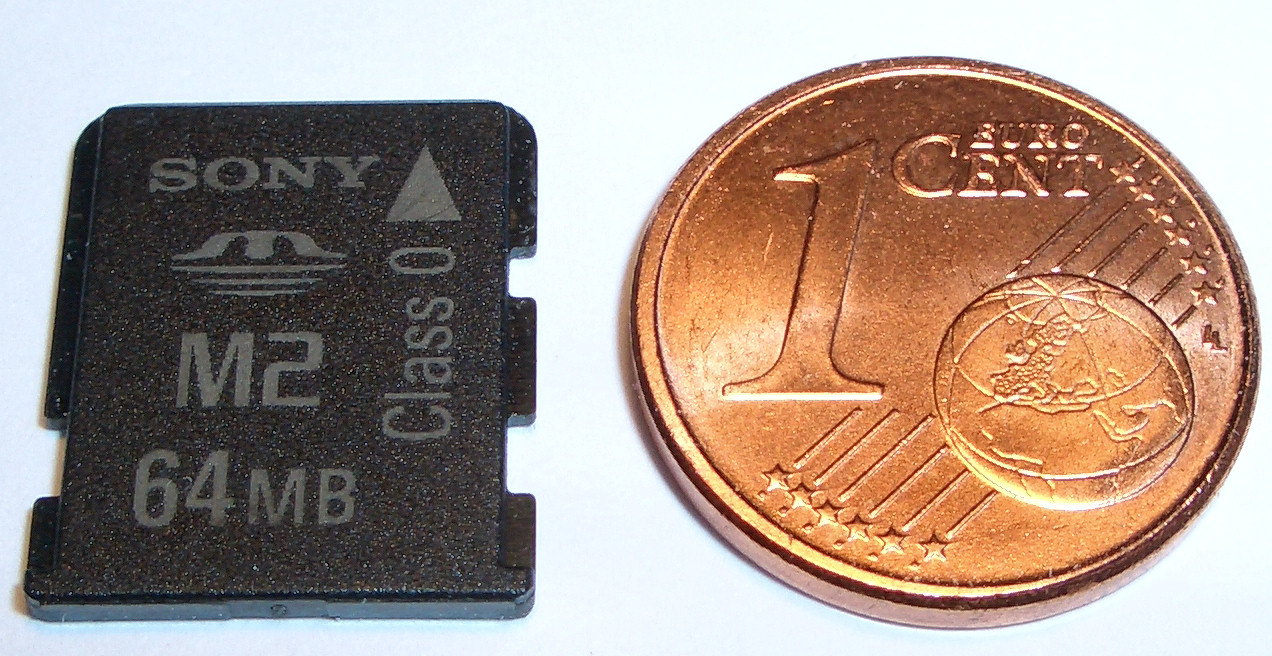
Größenvergleich: Memory Stick Micro (64 MB) von Sony und ein Eurocent

In Zusammenarbeit mit SanDisk stellte Sony im Jahr 2006 einen neuen Vertreter der Memory-Stick-Familie vor, den Memory Stick Micro. Er war mit den Abmessungen von 12,5 mm (B) × 15 mm (L) × 1,2 mm (T) etwa ein Viertel so groß wie der Memory Stick Duo. Im Gegensatz zu seinen großen Brüdern gibt es von ihm nur eine Variante, deren elektrische Spezifikationen denen des Memory Stick PRO entsprechen. Er kann ebenso bis zu 32 GB Speicher verwalten. Er besitzt einen 11-poligen Anschluss und kann mit 1,8 Volt und 3,3 Volt betrieben werden. Wie bei dem Memory Stick Duo ist es auch möglich, den Memory Stick Micro über einen Adapter in Steckplätzen für Memory Sticks PRO und Memory Sticks PRO Duo zu verwenden.
Derzeit (Dezember 2009) beträgt die maximal erhältliche Speicherkapazität 32 GB.
Der Memory Stick Micro fand vor allem in den von 2006 bis 2009 produzierten Mobiltelefonen von Sony Ericsson (beispielsweise C902, C905, F305, G900, K550i, K610i, K800i, K810i, W660i, W890i, Z550i) Verwendung.

## Mark2-Zertifizierung
Seit 2008 sind Memory Sticks erhältlich, die mit dem Mark2-Logo versehen sind. Dieses sagt aus, dass der Memory Stick für Hochgeschwindigkeits-Aufnahmegeräte (AVCHD) geeignet ist.

## Produktfälschungen
Wie bei zahlreichen Elektronikprodukten standen Memory-Sticks erheblich im Visier von Produktfälschung. Die gefälschten Speicherkarten wurden häufig so gut imitiert, dass sie nur von Experten als Fälschungen identifiziert werden konnten. Häufig waren sie jedoch erheblich langsamer, verzichteten aber auch auf Einschränkungen wie MagicGate.

## Marke
Der Name „Memory Stick“ ist eine noch nicht vollständig eingetragene Gemeinschaftsmarke Nummer 004021598, die am 1. September 2004 von Sony angemeldet wurde.

## Zukunft
Auf der CES 2010 in Las Vegas verkündete Sony das Ende des Memory Stick. Inzwischen bietet Sony eigene SD-Karten an, die bei gleicher Kapazität stets deutlich billiger als Memory Sticks waren, was neben anderem für das Ende des Sony-Formats sorgte.
Trotz der Ankündigung von 2010 wurden Memory Sticks Stand November 2018 weiterhin produziert, Stand Mai 2023 waren von Sony keine Memorysticks mehr verfügbar, stattdessen aber ein Adapter auf SD-Karten.